# Clare Bowen
Clare Maree Bowen (12 de mayo 1984 o 1989)es una actriz y cantante australiana, más conocida por su papel de Scarlett O'Connor en la serie televisiva musical de la cadena ABC Nashville.

## Primeros años y educación
Nació en Australia. Su año de nacimiento es incierto; distintas fuentes lo sitúan entre 1984 y 1989. Sus padres Tony y Kathleen trabajaban para Qantas y pasó tiempo en el extranjero siendo pequeña, incluyendo una temporada con su familia en Zimbabue. Bowen sobrvivó a un cáncer, habiendo combatido esa enfermedad entre las edades de 4 y 7 años. Vivió en Stanwell Park en la costa sur de Nueva Gales del Sur y estudió en la escuela primaria de Dulwich Hill, un suburbio de Sídney. Bowen Tiene un hermano pequeño llamado Timothy, que es músico.
Bowen cursó estudios en la Universidad de Wollongong en Nueva Gales del Sur, Australia, donde recibió titulación en Artes Creativas en 2006.

## Carrera
Bowen fue la protagonista femenina de la película australiana The Combination en 2009 y fue estrella invitada en The Cut, Gangs of Oz, Chandon Pictures y Home and Away. En 2010, Bowen consiguió el papel protagonista de Wendla Bergman, en la producción australiana de Spring Awakening, dirigida por Geordie Brookman, supervisión artística de Cate Blanchett en la Sydney Theatre Company En 2011, fue seleccionada para interpretar el papel principal de Martha en el debut como director de Jared Moshe, Dead Man's Burden.
En 2012, Bowen obtuvo un papel recurrente en la serie dramática de la ABC Nashville escrita por la oscarizada Callie Khouri. La serie fue seleccionada por la ABC el 11 de mayo de 2012.
El 21 de enero de 2014, la formación Zac Brown Band - en la que participa Bowen - lanzó una versión en directo de su Nº 1 de 2010, "Free", con una transición hacia la famosa canción de Van Morrison "Into the Mystic".
Clare también está preparando su primer álbum en solitario, esperado para 2017, sobre el cual habló en una entrevista con Rolling Stone: Hemos grabado un par de cosas y yo he estado escribiendo y escribiendo y escribiendo  " 

## Filmografía

### Película
| Año  | Título                    | Papel           | Notas        |
| ---- | ------------------------- | --------------- | ------------ |
| 2009 | The Combination           | Sydney          |              |
| 2010 | The Clearing              | Evelyn          | Cortometraje |
| 2010 | The Talk                  | Mujer           |              |
| 2010 | The Invitation            | Candice         | Cortometraje |
| 2010 | The Clinic                | Ivy             |              |
| 2010 | 10 Days to Die            | Maddy McCarthy  |              |
| 2011 | A Burning Thing           | Jen             | Cortometraje |
| 2011 | Cupid                     | Casey           | Cortometraje |
| 2012 | Suspended                 | Carla           | Cortometraje |
| 2012 | Dead Man's Burden[11]     | Martha Kirkland |              |
| 2012 | Not Suitable for Children | gitana          |              |
| 2012 | The Red Valentine[12]     | La Mujer        | Cortometraje |

### Televisión
| Año           | Título           | Papel             | Notas                          |
| ------------- | ---------------- | ----------------- | ------------------------------ |
| 2009          | The Cut          | Donna Gilbertson  | Episodio: A Little Bit of Biff |
| 2009          | Chandon Pictures | Krystal           | Episodio: The Lifestyle        |
| 2009          | All Saints       | Holly Russell     | Episodio: A Precious Waste     |
| 2009          | Gangs of Oz      | Svetlana          | Episodio: In from the Cold     |
| 2010          | Home and Away    | Nina Bailey       | 4 episodios                    |
| 2012–presente | Nashville        | Scarlett O'Connor | Papel recurrente               |

### Teatro
- Candide (2003)
- Our Town  como la Señora Webb (2004)
- The Good Doctor como La amante (2005)
- Metamorfosis como Alcyone y Pomona (2006)
- Peer Gynt Como Peer Gynt (2006)
- 4 Plays About Wollongong (2009)
- Hat’s Off/Spring Awakening  como Wendla Bergman (2010)

## Discografía

### Álbumes
| Título                                    | Detalles de álbum                                                                                          | Posiciones en el ranking | Posiciones en el ranking | Posiciones en el ranking |
| Título                                    | Detalles de álbum                                                                                          | EE.UU .                  | Bandas Sonoras EE. UU. . |                          |
| ----------------------------------------- | --- | ------------------------ | ------------------------ | ------------------------ |
| Music of Nashville: Season 1 Volume 1     | - Lanzamiento: 11 de diciembre de 2012 - Discográfica: Big Machine Records - Formato: CD, descarga digital | 14                       | 3                        | 1                        |
| The Music of Nashville: Season 1 Volume 2 | - Lanzamiento: 7 de mayo de 2013 - Discográfica: Big Machine Records - Formato: CD, descarga digital       | 13                       | 5                        | 2                        |

### Singles
| Año                                                               | Single                                       | Mejor posición | Mejor posición | Álbum                                                     |
| Año                                                               | Single                                       | CountryEE.UU . | EE.UU .        | Álbum                                                     |
| ----------------------------------------------------------------- | -------------------------------------------- | -------------- | -------------- | --------------------------------------------------------- |
| 2012                                                              | "If I Didn't Know Better" (con Sam Palladio) | 27             | 102            | The Music of Nashville: Season 1 Volume 1                 |
| 2012                                                              | "Fade Into You" (con Sam Palladio)           | 25             | 92             | The Music of Nashville: Season 1 Volume 2                 |
| 2012                                                              | "I Will Fall" (con Sam Palladio)             | 45             | —              | The Music of Nashville: Season 1 Volume 2                 |
| 2013                                                              | "Change Your Mind" (con Sam Palladio)        | 35             | —              | The Music of Nashville, Season 1: The Complete Collection |
| 2013                                                              | "Casino" (con Sam Palladio)                  | 48             | —              | The Music of Nashville, Season 1: The Complete Collection |
| 2013                                                              | "This Town" (con Charles Esten)              | 41             | —              | The Music of Nashville: Season 2, Volume 1                |
| 2014                                                              | "Lately" (con Sam Palladio)                  | 42             | —              |                                                           |
| 2014                                                              | "Black Roses"                                | 29             | 116            |                                                           |
| "—" Significa lanzamientos que no llegaron a entrar en las listas |                                              |                |                |                                                           |

- No llegó a los 100 primeros pero fue listado en  Bubbling Under Hot 100 Singles.